# تيوبالت فون بتمان هولفيغ
تيوبالت فون بتمان هولفيغ (بالألمانية: Theobald von Bethmann-Hollweg) سياسي ألماني (29 نوفمبر 1856-1 يناير 1921) تولى منصب المستشار في ألمانيا من 14 يوليو 1909 إلى 13 يوليو 1917.
قاد الإمبراطورية الألمانية خلال معظم سنوات الحرب العالمية الأولى، بينما قادها في الأشهر الأربعة عشر المتبقية ثلاثة مستشارون، وذلك ربما لغياب الاستقرار السياسي في تلك الفترة.

## روابط خارجية
- تيوبالت فون بتمان هولفيغ على موقع الموسوعة البريطانية (الإنجليزية)
- تيوبالت فون بتمان هولفيغ على موقع إن إن دي بي (الإنجليزية)
- تيوبالت فون بتمان هولفيغ على موقع ديسكوغز (الإنجليزية)